# Neoserica flavorufa
Neoserica flavorufa är en skalbaggsart som beskrevs av Moser 1915. Neoserica flavorufa ingår i släktet Neoserica och familjen Melolonthidae. Inga underarter finns listade i Catalogue of Life.